# Maria Harmens Courage
Maria Harmens Courage (* 4. März 1683 in Elburg; † 19. Januar 1773 ebenda) war eine niederländische Stifterin. Sie gründete den Couragefonds.

## Leben
Maria Harmens Courage wurde am 4. März 1683 in Elburg geboren. Sie war die Tochter des Schuhmachers Harmen Cornelisz. Courage (gest. 1695) und Aeltien Willems (gest. 1739) und hatte eine ältere Schwester Jannetien (1681–1725). Die Familie besaß ein eigenes Haus in der Beekstraat in Elburg und den Familienbauernhof Stipsgoed. Nach dem Tod ihres Vaters lebte Maria Courage weiter mit ihrer Mutter und Schwester in der Beekstraat. Da war sie 12 Jahre alt. Ihre Schwester Jannetien starb unerwartet 1725. Nachdem auch ihre Mutter im Jahr 1739 gestorben war, wurde Maria Courage schließlich Eigentümerin des Familienvermögens. Gemeinsam mit ihrer Zofe und Gesellschafterin Catharina Smits (gest. 1781) lebte sie 1740 noch immer in dem Haus der Familie in der Beekstraat. Im Jahr 1748 war Maria Courage der Steuerbehörde in Elburg als „Kapitalistin“ oder „Rentier“ bezeichnet. Dennoch machte später die Geschichte die Runde, dass sie eine arme alte Dame gewesen sei, die auf dem Feithenhof in Elburg gelebt und im Alter eine große Erbschaft erhalten habe.
Maria Courage verfasste 1763 im Alter von 80 Jahren ihr Testament und verteilte ein beträchtliches Vermögen. Sie errichtete einen Fonds für arme Elburger Familien, die sich der christlichen Religion verpflichtet fühlten, jedoch keine Hilfe von den Diakonen erhielten. Die Leitung des Couragefonds auch stichting Boedel Maria Harmens Courage genannt, wurde dem Bürgermeister übertragen. In ihrem Testament hatte sie detailliert dargelegt, wie die Hilfe geleistet werden sollte und wie das Vermögen auch erhalten werden könne. Zwei Gulden pro Monat konnten die Hilfesuchenden von Dezember bis März erhalten, eventuell auch etwas mehr. Ein Denkmal zu Ehren von Maria Harmens Courage wurde 1921 in der St.-Nikolaus-Kirche in Elburg errichtet. Das Bild einer gebeugten alten Frau mit einem zu diesem Zweck verwendeten Stock ist seitdem zum Logo des Fonds geworden. Unter der Gedenktafel in der Kirche steht der Text: „Tue Gutes und schau nicht zurück“.